# Васка Біджова-Гайдова
Васка Біджова-Гайдова (мак. Васка Биџова-Гајдова; нар. 26 червня 1924, Прилеп, Королівство сербів, хорватів і словенців — пом. 5 вересня 2014, Скоп'є, Республіка Македонія) — югославська оперна співачка (колоратурне сопрано).

## Життєпис
Васка Біджова-Гайдова народилася в 1924 році в Прилепі. В юності співала у різних хорах і планувала займатися викладанням, але за порадою диригента і композитора Стефана Гайдова вступила до музичного училища Ніни Монастрі-Кунелі в Скоп'є і в 1951 році дебютувала на оперній сцені Македонського національного театру, виконуючи партію Цариці ночі в опері «Чарівна флейта». Потім співачка продовжила навчання в Любляні, а з 1956 по 1958 рік навчалася у Віденській академії музики (нині Віденський університет музики та виконавського мистецтва) у класі Марії Брант.
У 1974 році Васка Біджова-Гайдова була нагороджена державною нагородою Македонії «11 жовтня», а в 1979 році — Золотою лірою Спілки музикантів Югославії.
Померла Васка Біджова-Гайдова 5 вересня 2014 року в Скоп'є.

## Партії
| Опера                                            | Партія        | Рік  |
| ------------------------------------------------ | ------------- | ---- |
| «Чарівна флейта» (Вольфганг Амадей Моцарт)       | Цариця ночі   | 1951 |
| «Таємний шлюб» (Доменіко Чімароза)               | Кароліна      | 1952 |
| «Весілля Фігаро» (Вольфганг Амадей Моцарт)       | Керубіно      |      |
| «Севільський цирульник» (Джоаккіно Россіні)      | Розіна        | 1954 |
| «Бал-маскарад» (Джузеппе Верді)                  | Оскар         | 1955 |
| «Любовний напій» (Гаетано Доніцетті)             | Адіна         |      |
| «Викрадення із сералю» (Вольфганг Амадей Моцарт) | Констанца     | 1959 |
| «Казки Гофмана» (Жак Оффенбах)                   | Олімпія       | 1965 |
| «Альберт Херрінг» (Бенджамін Бріттен)            | Міс Вордсворт | 1970 |
| «Так чинять усі» (Вольфганг Амадей Моцарт)       | Фьордилиджи   | 1972 |
| «Орфей і Еврідіка» (Кристоф Віллібальд фон Глюк) | Еврідіка      | 1973 |
| «Лючія ді Ламмермур» (Гаетано Доніцетті)         | Лючія         |      |
| «Марта» (Фрідріх фон Флотів)                     | Марта         |      |
| «Ріголетто» (Джузеппе Верді)                     | Джильда       | 1974 |